# 尾崎氏
尾崎氏（おざきし）は、八条宮諸大夫を務めた氏族。

## 概要
慶長3年（1598年）に生まれた尾崎宥朔が祖とされる。宥朔は伴善男の30代子孫で京都に住み医療を行っていたという。寛永3年（1626年）3月1日には法橋となって寛文4年（1664年）9月15日に67歳で死去した。宥朔の子・尾崎長尚が八条宮家に仕えてから幕末まで代々八条宮に仕えるようになった。江戸時代後期の尾崎積興は従三位に叙され大伴氏の人間として875年ぶりに公卿へと昇った。